# Pacifister urvillei
Pacifister urvillei är en skalbaggsart som först beskrevs av Le Guillou 1844.  Pacifister urvillei ingår i släktet Pacifister och familjen stumpbaggar. Inga underarter finns listade i Catalogue of Life.